# Sexpo
Il Sexpo è una fiera dedicata agli aspetti della salute, della sessualità e dello stile di vita degli adulti.
La fiera è nata in Australia nel 1995 e si tiene annualmente anche in Nuova Zelanda, nel Regno Unito, in Sudafrica e, dal 2023, negli Stati Uniti d'America.